# Ophisurus
Ophisurus è un genere di pesci anguilliformi della famiglia Ophichthidae.

## Specie
- Ophisurus macrorhynchos Bleeker, 1853
- Ophisurus serpens (Linnaeus, 1758)